# کارمپولیس
کارمپولیس (به پرتغالی: Carmópolis) یک منطقهٔ مسکونی در برزیل است که در سرژیپه واقع شده‌است. کارمپولیس ۴۵٫۶۶ کیلومتر مربع مساحت و ۱۶٬۹۳۷ نفر جمعیت دارد و ۱۳ متر بالاتر از سطح دریا واقع شده‌است.